# Ле-Лож-Сольс
Ле-Лож-Сольс (фр. Les Loges-Saulces) — коммуна во Франции, находится в регионе Нижняя Нормандия. Департамент коммуны — Кальвадос. Входит в состав кантона Фалез-Север. Округ коммуны — Кан.
Код INSEE коммуны — 14375.

## Население
Население коммуны на 2010 год составляло 172 человека.
| 1962 | 1968 | 1975 | 1982 | 1990 | 1999 | 2010 |
| ---- | ---- | ---- | ---- | ---- | ---- | ---- |
| 141  | 136  | 104  | 106  | 109  | 119  | 172  |

## Экономика
В 2010 году среди 114 человек трудоспособного возраста (15—64 лет) 91 были экономически активными, 23 — неактивными (показатель активности — 79,8 %, в 1999 году было 70,7 %). Из 91 активных жителей работали 80 человек (46 мужчин и 34 женщины), безработных было 11 (5 мужчин и 6 женщин). Среди 23 неактивных 7 человек были учениками или студентами, 8 — пенсионерами, 8 были неактивными по другим причинам.